# Club Balonmano Ciudad de Logroño

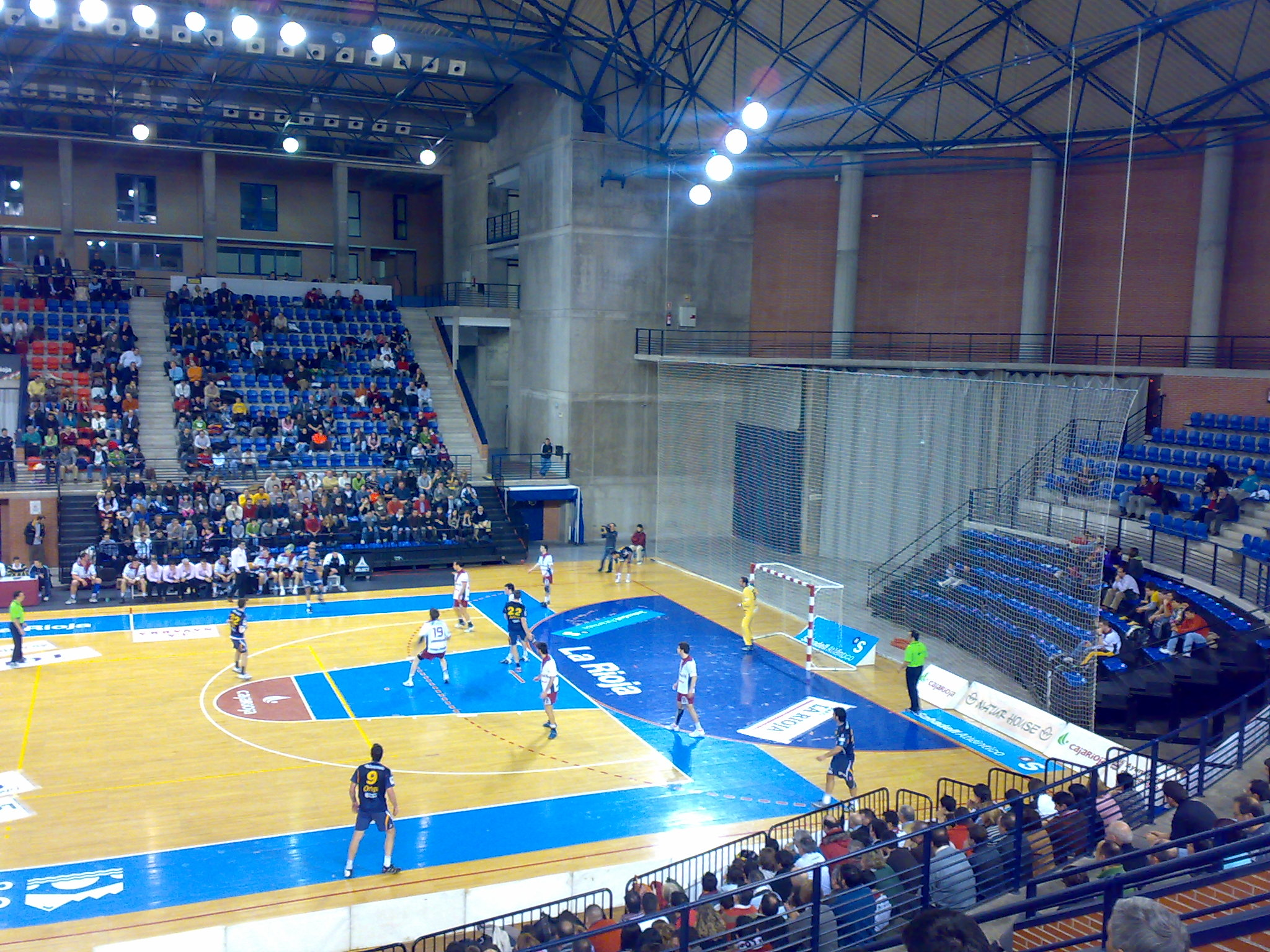
Partido entre el Naturhouse y el CAI en el Palacio de los Deportes de Logroño.

El Club Balonmano Ciudad de Logroño es un equipo profesional de balonmano creado en 2003 en la ciudad de Logroño (La Rioja) España. Desde 2006 compite en la liga ASOBAL, la máxima categoría nacional.

## Plantilla 2024-25
|  | Porteros - 01 Xoan Manuel Ledo - 63 Salim Mezaza - 90 Javier Romeo Extremos izquierdos - 22 Xavi Tua Extremos derechos - 08 Oriol Zarzuela - 34 David Cadarso Pívots - 10 Abdoula Modi - 23 Rolando Uríos - 29 Javier García | Laterales izquierdos - 09 Ismael El Korchi - 13 Thiago Ponciano - 33 Andrej Pergel Centrales - 04 Luis Juárez - 07 Álvaro Preciado Laterales derechos - 05 Ángel Jesús Rivero - 14 Eugen Josip Zaja |

### Cuerpo Técnico
- Entrenador: Miguel Ángel Velasco
- Ayte. Entrenador: José Ignacio Martínez
- Oficial: Xenxo Díz
- Oficial: José Luis Quemada
- Oficial: Mario Vallejo
- Médico: Pedro Terrero

## Historia
En el año 2003, un grupo de veteranos practicantes del deporte del balonmano en La Rioja decidieron promocionar este deporte en su comunidad, y de paso intentar situarlo en lo más alto. Comienza su andadura en la temporada 2003-2004 en la Primera División, aprovechando la plaza que cada federación territorial tiene reservada para dicha competición. Se consiguió entrar en la fase de ascenso a División de Honor "B", la antesala de la Liga ASOBAL, y, a pesar de no obtener el ascenso en dicha fase, gracias a un acuerdo con el F. C. Barcelona, por el cual asumía sus derechos, obtuvo finalmente plaza en dicha categoría.
Finalmente, en la temporada 2005-2006 se consigue el ansiado ascenso a ASOBAL, al quedar en segundo lugar de la División de Honor "B".
En la temporada 2006-07, tras un año de altibajos, consiguió la permanencia en ASOBAL en la última jornada, tras derrotar al BM Altea y caer derrotado el Teka Cantabria. Al año siguiente, en su segunda temporada en la máxima división, logró de nuevo quedarse en puestos de permanencia, acabando decimotercero en la clasificación general.
En la temporada 2008-09 consiguió la séptima plaza, lo cual, junto a la victoria del Pevafersa Valladolid en la Recopa de Europa, hace que en la siguiente temporada dispute la Copa EHF.
El 15 de noviembre de 2009 se produce su debut en competición internacional, ante el Estrella Roja de Belgrado, logrando empatar a 30 en campo contrario. En el partido de vuelta, logró pasar a los octavos de final, tras derrotar al equipo serbio por 33-26. Tras derrotar en la segunda ronda al Haukar islándés, en cuartos de final se deshizo del Dunkerque. Ya en semifinales, se enfrentó al TBV Lemgo de la potente Bundesliga, derrotándoles en el partido de ida 30-25, pero cayendo en el partido de vuelta por 34-26, resultado que lo dejó fuera de la gran final.
Al año siguiente, repitió experiencia en la misma competición continental, la Copa EHF, cayendo nuevamente en la penúltima ronda, ante otro equipo alemán, el Frisch Auf Göppingen.
Durante la temporada 2013/2014 disputa por primera vez en su historia la EHF Champions League, experiencia que repetirá en la temporada 2014/2015 llegando a octavos de final y nuevamente en la 2015/16.

## Dorsales retirados
- 12  Gurutz Aginagalde (2005-2018)
- 17  Rubén Garabaya (2010-2017)

## Palmarés

### Torneos internacionales
- Liga de Campeones
  - Fase de grupos: 2013/14.
  - Octavos: 2014/15.
  - Diciseisavos: 2015/16.
  - Diciseisavos: 2016/17.

- Copa EHF
  - Semifinalista: 2009/10, 2010/11.
  - Fase de grupos: 2012/13.

### Torneos nacionales
| Competición               | Títulos | Subcampeonatos                      |
| ------------------------- | ------- | ----------------------------------- |
| Liga Asobal (0/3)         |         | 2013/14, 2014/15, 2015/16.          |
| Copa del Rey (0/4)        |         | 2012/13, 2016/17, 2017/18, 2022/23. |
| Copa Asobal (0/1)         |         | 2015-16.                            |
| Copa de España (0/1)      |         | 2023                                |
| Supercopa de España (0/2) |         | 2013-14, 2017-18.                   |
| División de Honor B (0/1) |         | 2005-06.                            |